# Ramschied
Ramschied ist ein Stadtteil der Stadt Bad Schwalbach im südhessischen Rheingau-Taunus-Kreis.

## Geographie
Ramschied liegt in einer Höhe von 371 Meter westlich von Bad Schwalbach und ist von diesem durch den Höhenrücken des Westlichen Aartaunus getrennt, gehört dieser naturräumlichen Untergliederung des Hintertaunus gleichwohl noch an.
Ramschied liegt am Oberlauf des Dornbach, der mit dem Fischbach der Wisper zufließt.

## Geschichte

### Überblick
Erstmals urkundlich erwähnt wird Ramschied im Jahr 883 als Besitz des Klosters Bleidenstadt. Es gehörte zu den Überhöhischen Dörfern des Rheingaus. Vor dem Dreißigjährigen Krieg bestand Ramschied aus den zwei getrennten Dörfern Oberramschied und Niederramschied. Während des Krieges wurden beide Orte zerstört, sie wurden jedoch am Ort der heutigen Siedlung wieder errichtet.
Seit dem 31. Dezember 1971 ist die bis dahin selbständige Gemeinde Ramschied nach einer freiwilligen Eingemeindung im Zuge der Gebietsreform in Hessen ein Stadtteil von Bad Schwalbach. Wie für jeden Stadtteil außerhalb der Kernstadt wurde durch die Hauptsatzung auch für Ramschied ein Ortsbezirk mit Ortsbeirat und Ortsvorsteher eingerichtet.
Im Jahr 1985 wurde Ramschied Bezirkssieger im Wettbewerb Unser Dorf soll schöner werden.

### Territorialgeschichte und Verwaltung im Überblick
Die folgende Liste zeigt im Überblick die Territorien, in denen Ramschied lag, bzw. die Verwaltungseinheiten, denen es unterstand:
- 1530 und später: Heiliges Römisches Reich, Landgrafschaft Hessen, Niedergrafschaft Katzenelnbogen, Amt Hohenstein
- ab 1567: Heiliges Römisches Reich, Hessen-Rheinfels, Niedergrafschaft Katzenelnbogen, Amt Hohenstein
- ab 1583: Heiliges Römisches Reich, Landgrafschaft Hessen-Darmstadt, Niedergrafschaft Katzenelnbogen, Amt Hohenstein
- ab 1648: Heiliges Römisches Reich, Landgrafschaft Hessen-Kassel, Niedergrafschaft Katzenelnbogen, Amt Hohenstein
- 1806–1813: Kaiserreich Frankreich, Niedergrafschaft Katzenelnbogen (Pays réservé de Catzenellenbogen)
- ab 1816: Deutscher Bund, Herzogtum Nassau, Amt Langen-Schwalbach
- ab 1849: Deutscher Bund, Herzogtum Nassau, Regierungsbezirk Wiesbaden, Kreisamt Langen-Schwalbach (Trennung zwischen Justiz (Justizamt Langen-Schwalbach) und Verwaltung)
- ab 1854: Deutscher Bund, Herzogtum Nassau, Amt Langenschwalbach
- ab 1867: Königreich Preußen, Provinz Hessen-Nassau, Regierungsbezirk Wiesbaden, Untertaunuskreis
- ab 1871: Deutsches Reich, Königreich Preußen, Provinz Hessen-Nassau, Regierungsbezirk Wiesbaden, Untertaunuskreis
- ab 1918: Deutsches Reich, Freistaat Preußen, Provinz Hessen-Nassau, Regierungsbezirk Wiesbaden, Untertaunuskreis
- ab 1944: Deutsches Reich, Freistaat Preußen, Provinz Nassau, Untertaunuskreis
- ab 1945: Amerikanische Besatzungszone, Groß-Hessen, Regierungsbezirk Wiesbaden, Untertaunuskreis
- ab 1949: Bundesrepublik Deutschland, Land Hessen (ab 1946), Untertaunuskreis
- ab 1968: Bundesrepublik Deutschland, Regierungsbezirk Darmstadt, Untertaunuskreis
- am 31. Dezember 1971 als Stadtteil zu Bad Schwalbach
- ab 1977: Bundesrepublik Deutschland, Regierungsbezirk Darmstadt, Rheingau-Taunus-Kreis

### Einwohnerentwicklung

#### Einwohnerstruktur
Nach den Erhebungen des Zensus 2011 lebten am Stichtag dem 9. Mai 2011 in Ramschied 516 Einwohner. Darunter waren 18 (3,5 %) Ausländer.
Nach dem Lebensalter waren 75 Einwohner unter 18 Jahren, 213 zwischen 18 und 49, 129 zwischen 50 und 64 und 99 Einwohner waren älter.
Die Einwohner lebten in 237 Haushalten. Davon waren 72 Singlehaushalte, 81 Paare ohne Kinder und 66 Paare mit Kindern, sowie 15 Alleinerziehende und 3 Wohngemeinschaften. In 48 Haushalten lebten ausschließlich Senioren und in 168 Haushaltungen lebten keine Senioren.

#### Einwohnerzahlen
- 1587: 8 Hausgesesse[1]

| Ramschied: Einwohnerzahlen von 1809 bis 2017 | Ramschied: Einwohnerzahlen von 1809 bis 2017 | Ramschied: Einwohnerzahlen von 1809 bis 2017 | Ramschied: Einwohnerzahlen von 1809 bis 2017 | Ramschied: Einwohnerzahlen von 1809 bis 2017 |
| --- | -------------------------------------------- | -------------------------------------------- | -------------------------------------------- | -------------------------------------------- |
| Jahr |                                              |                                              |                                              | Einwohner                                    |
| 1809 | 1809                                         |                                              | 142                                          | 142                                          |
| 1827 | 1827                                         |                                              | 155                                          | 155                                          |
| 1834 | 1834                                         |                                              | 169                                          | 169                                          |
| 1840 | 1840                                         |                                              | 181                                          | 181                                          |
| 1846 | 1846                                         |                                              | 187                                          | 187                                          |
| 1852 | 1852                                         |                                              | 191                                          | 191                                          |
| 1858 | 1858                                         |                                              | 182                                          | 182                                          |
| 1864 | 1864                                         |                                              | 188                                          | 188                                          |
| 1871 | 1871                                         |                                              | 176                                          | 176                                          |
| 1875 | 1875                                         |                                              | 162                                          | 162                                          |
| 1885 | 1885                                         |                                              | 185                                          | 185                                          |
| 1895 | 1895                                         |                                              | 199                                          | 199                                          |
| 1905 | 1905                                         |                                              | 185                                          | 185                                          |
| 1910 | 1910                                         |                                              | 187                                          | 187                                          |
| 1925 | 1925                                         |                                              | 165                                          | 165                                          |
| 1939 | 1939                                         |                                              | 171                                          | 171                                          |
| 1946 | 1946                                         |                                              | 254                                          | 254                                          |
| 1950 | 1950                                         |                                              | 243                                          | 243                                          |
| 1956 | 1956                                         |                                              | 209                                          | 209                                          |
| 1961 | 1961                                         |                                              | 211                                          | 211                                          |
| 1967 | 1967                                         |                                              | 287                                          | 287                                          |
| 1970 | 1970                                         |                                              | 299                                          | 299                                          |
| 1980 | 1980                                         |                                              | ?                                            | ?                                            |
| 1990 | 1990                                         |                                              | ?                                            | ?                                            |
| 2000 | 2000                                         |                                              | ?                                            | ?                                            |
| 2005 | 2005                                         |                                              | 597                                          | 597                                          |
| 2011 | 2011                                         |                                              | 516                                          | 516                                          |
| 2015 | 2015                                         |                                              | 563                                          | 563                                          |
| 2017 | 2017                                         |                                              | 571                                          | 571                                          |
| Datenquelle: Historisches Gemeindeverzeichnis für Hessen: Die Bevölkerung der Gemeinden 1834 bis 1967. Wiesbaden: Hessisches Statistisches Landesamt, 1968. Weitere Quellen: LAGIS; Stadt Bad Schwalbach; Zensus 2011 |                                              |                                              |                                              |                                              |

#### Religionszugehörigkeit
| Quelle: Historisches Ortslexikon |                                                                    |
| • 1885:                          | 162 evangelische (= 87,57 %), 23 katholische (= 12,43 %) Einwohner |
| • 1961:                          | 154 evangelische (= 72,99 %), 50 katholische (= 23,70 %) Einwohner |

## Kultur und Sehenswürdigkeiten
Das Vereinsleben wird neben dem Sportverein von der Freiwilligen Feuerwehr geprägt. Eine Sehenswürdigkeit ist der Sauerbrunnen, dessen Überbau auch das Wappen von Ramschied ziert. Das Wasser des Sauerbrunnens gilt als sehr eisenhaltig und ist daher geschmacklich eher gewöhnungsbedürftig.

## Wirtschaft und Infrastruktur

### Tourismus
Ramschied bietet sich als Ausgangspunkt für Wanderungen durch den Hinterlandswald im Wispertaunus an. Der Wispertaunus ist einer der waldreichsten Teile des Taunus und wurde zu großen Teilen als FFH-Gebiet ausgewiesen. Zudem ist die ganze Region Teil des Naturpark Rhein-Taunus, der den Menschen eine naturnahe Erholung ermöglichen will.

### Verkehr
Ramschied liegt an der L 3033, die als Wisperstraße in West-Ost-Richtung Lorch über Geroldstein mit Bad Schwalbach verbindet. Direkt oberhalb von Ramschied hat sie nach einem kurvenreichen Anstieg Anschluss an die Bundesstraße 260, über die man nach Süden Wiesbaden und das Rhein-Main-Gebiet erreichen kann.